# Trenton (Carolina del Sud)
Trenton és una població dels Estats Units a l'estat de Carolina del Sud. Segons el cens del 2000 tenia 226 habitants.

## Demografia
Segons el cens del 2000, Trenton tenia 226 habitants, 103 habitatges i 67 famílies. La densitat de població era de 67,1 habitants/km².
Dels 103 habitatges en un 19,4% hi vivien nens de menys de 18 anys, en un 42,7% hi vivien parelles casades, en un 19,4% dones solteres, i en un 34% no eren unitats familiars. En el 32% dels habitatges hi vivien persones soles el 15,5% de les quals corresponia a persones de 65 anys o més que vivien soles. El nombre mitjà de persones vivint en cada habitatge era de 2,19 i el nombre mitjà de persones que vivien en cada família era de 2,69.
Per edats la població es repartia de la següent manera: un 18,6% tenia menys de 18 anys, un 7,1% entre 18 i 24, un 23,5% entre 25 i 44, un 31,4% de 45 a 60 i un 19,5% 65 anys o més.
L'edat mediana era de 45 anys. Per cada 100 dones de 18 o més anys hi havia 93,7 homes.
La renda mediana per habitatge era de 26.250 $ i la renda mediana per família de 41.667 $. Els homes tenien una renda mediana de 31.875 $ mentre que les dones 29.583 $. La renda per capita de la població era de 17.352 $. Entorn del 30,8% de les famílies i el 27,1% de la població estaven per davall del llindar de pobresa.

## Poblacions més properes
El següent diagrama mostra les poblacions més properes.